# Calliophis bibroni
Calliophis bibroni е вид змия от семейство Аспидови (Elapidae). Видът не е застрашен от изчезване.

## Разпространение и местообитание
Разпространен е в Индия (Карнатака, Керала и Тамил Наду).
Обитава гористи местности, хълмове, възвишения и плантации.